# Lärmdickichtvogel
Der Lärmdickichtvogel (Atrichornis clamosus), auch als Braunbauch-Dickichtvogel oder Großer Dickichtschlüpfer bezeichnet, ist ein Singvogel aus der Familie der Dickichtvögel, endemisch in Westaustralien. Er galt über mehrere Jahrzehnte als ausgestorben, bis er zufällig im Jahre 1961 wiederentdeckt wurde. 

## Beschreibung

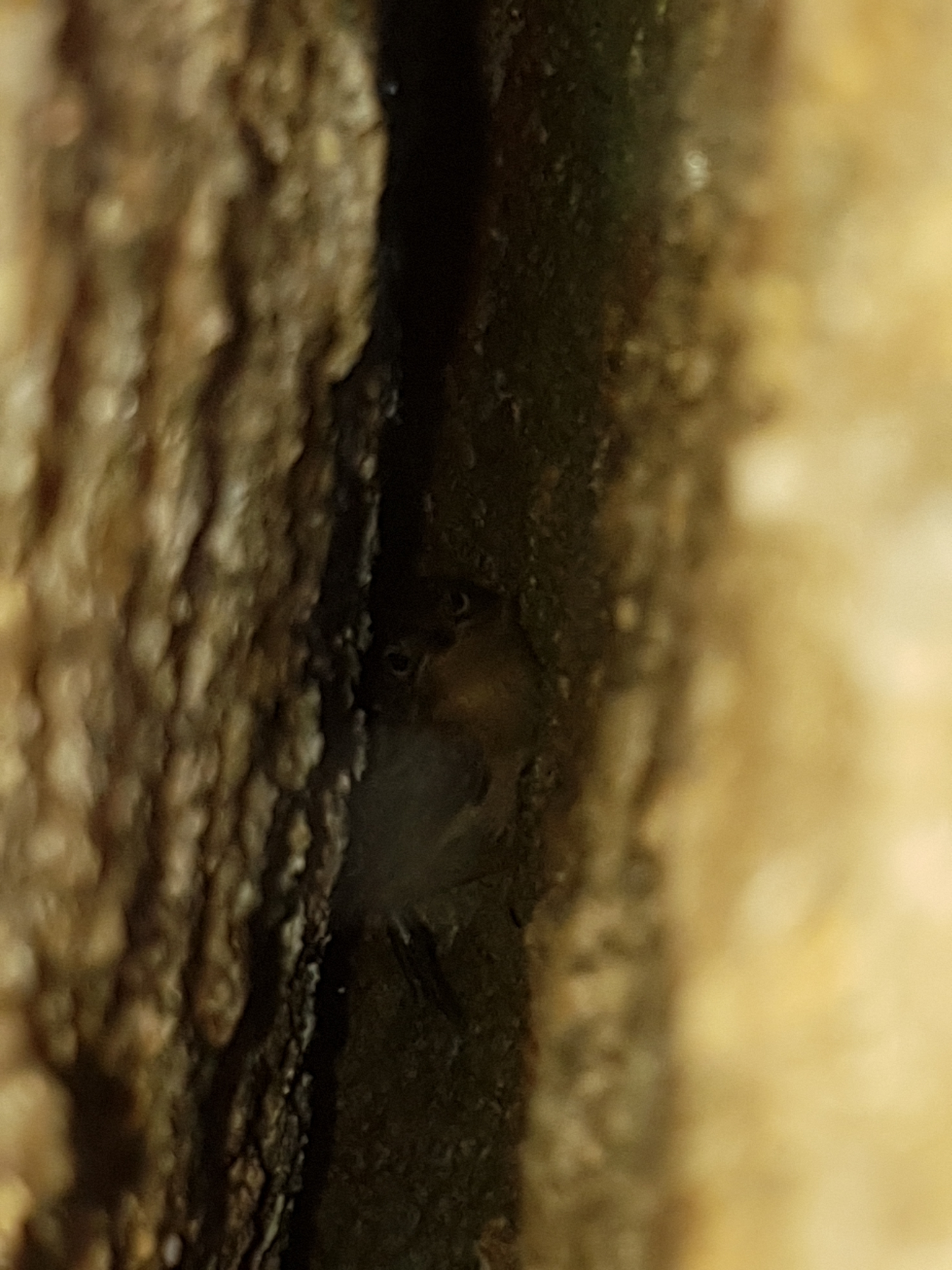
Lärmdickichtvogel

Der Lärmdickichtvogel wurde 1842 vom britischen Naturforscher John Gilbert (1811–1845) in der Nähe von Waroona in der Darling Range südöstlich von Perth entdeckt und erstmals 1844 von John Gould beschrieben. Er erreicht eine Größe von 22 bis 26 cm. Er hat kurze runde Flügel, einen langen runden Schwanz und ein charakteristisches dreieckiges Hauptprofil. Die erwachsenen Tiere haben ein dunkelbraunes Gefieder. Die Oberseite ist blassdunkel gestreift. Die Flügel sind rötlichbraun. Die Farbe der Unterseite ist graubraun, die sich zum Bürzel und zu den Unterschwanzdecken hin ins rötlichbraune mischt. Die Unterbrust ist cremefarben und die Männchen haben ein schwarzes Dreieck an der Kehle mit deutlichen weißen Streifen. Die Kehle der Weibchen ist weißlich. Die Jungvögel sind ungestreift und haben eine braungelb gefärbte Kehle und Brust.
Der Gesang des Lärmdickichtvogels ist abwechslungsreich und noch in einer Entfernung von 1,5 Kilometer von Menschen vernehmbar. Der Gesang enthält häufig auch Elemente aus Rufen anderer Vogelarten.

## Lebensweise
Der Lärmdickichtvogel bewegt sich unauffällig durch die verfilzte Busch- und Heidevegetation. 
Er ernährt sich von Fröschen, Insekten und Eidechsen. Dank seiner kräftigen Beine kann er seine Beute zu Fuß verfolgen und erreicht dabei die Geschwindigkeit einer Maus. Die Flügel sind dagegen zurückgebildet, er kann deswegen nicht sonderlich gut fliegen.

## Gefährdung und Schutzprogramm

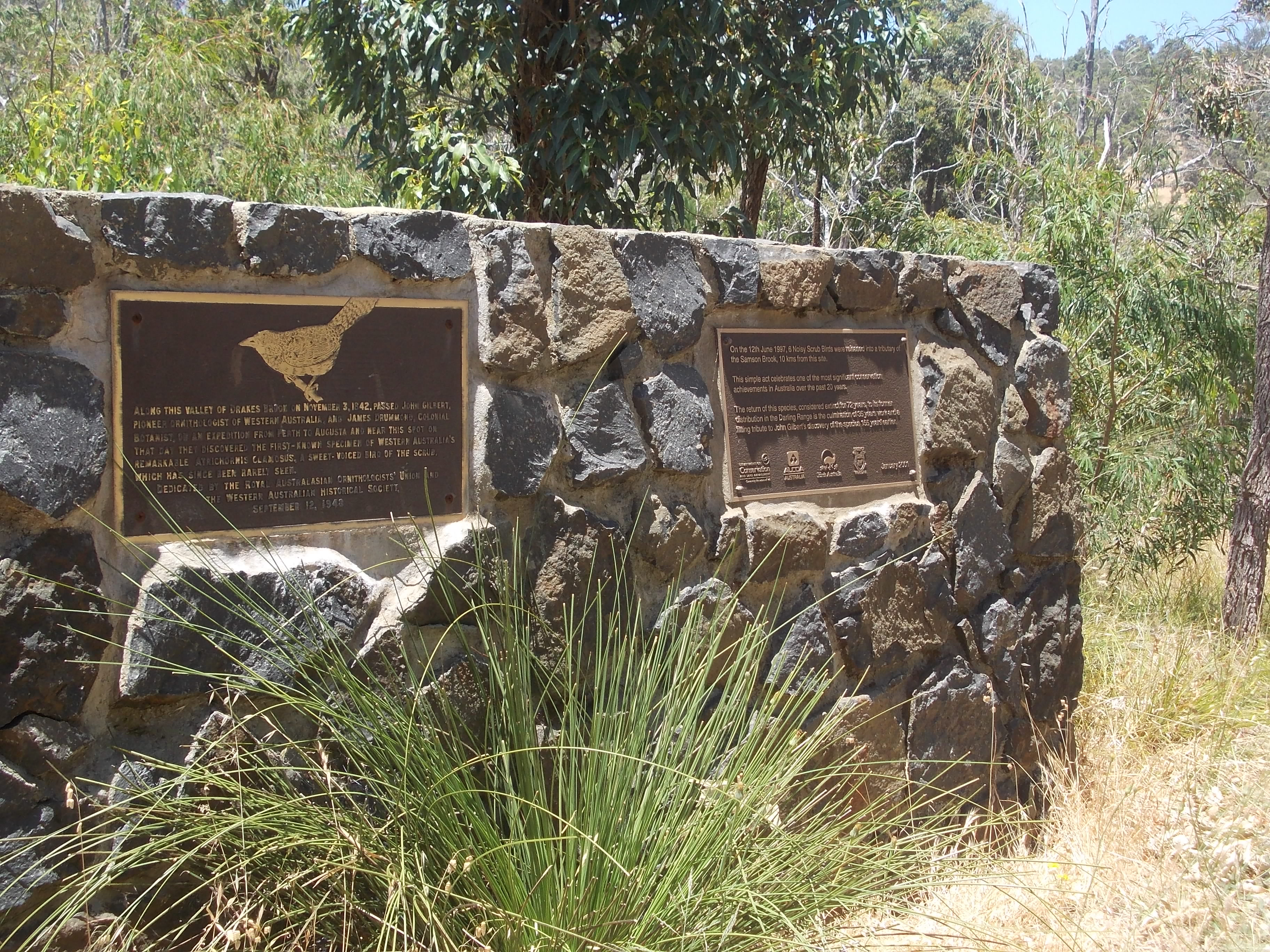
Gedenktafel zur Wiederentdeckung des Lärmdickichtvogels

Nach den Aufzeichnungen von John Gilbert war der Lärmdickichtvogel zum Zeitpunkt seiner Entdeckung auf den Heideflächen in der Nähe der Stadt Albany noch verhältnismäßig häufig zu beobachten. Der Bestandsrückgang nach der Entdeckung der Art ist vermutlich auf die Unterschiede in der Bewirtschaftung durch europäische Siedler und Aborigines zurückzuführen. Aborigines brandrodeten die Fläche in größeren Zeitabständen ab, europäische Siedler dagegen alle zwei bis drei Jahre. Sie entfernten damit regelmäßig das dichte Unterholz, auf das diese Art angewiesen ist. 
Der Lärmdickichtvogel ist heute endemisch in der Two Peoples Bay, einem 160 km² großen Areal in Westaustralien. Er galt ab 1889 als ausgestorben, wurde aber 1961 durch einige australische Ornithologen wiederentdeckt. Die Two Peoples Bay ist ein hügeliges, zerklüftetes Gelände, das sich für eine landwirtschaftliche Nutzung nur sehr eingeschränkt eignet. Zum Zeitpunkt der Entdeckung, als die Population auf höchstens hundert Individuen geschätzt wurde, war jedoch ein großes neues Erschließungsprojekt für diese Region geplant. 
1970 schätzte man den Weltbestand auf 45 Exemplare. Aufgrund der Wiederentdeckung hob die Stadt Albany ursprüngliche Baupläne für die Stadterweiterung auf und erklärte das Gebiet um die Two Peoples Bay zum Nationalpark. Bis 1976 war der größte Teil des Bestandes auf ein kleines Areal am Mount Gardner und Lake Gardner in der Two Peoples Bay beschränkt. Dank strenger Schutzmaßnahmen, die die Wiederansiedlung in fünf anderen Gebieten, darunter Drakesbrook (bei Perth) und Bald Island, beinhalteten, konnte sich der Bestand Mitte der 1990er Jahre auf 400 Tiere erholen und liegt gegenwärtig bei etwa 1500 Exemplaren. Als Hauptgefährdung gelten Buschfeuer, die den schlecht fliegenden Vögeln in der Vergangenheit stark zugesetzt haben.